# Żerniki (powiat jarociński)
Żerniki – wieś w Polsce położona w województwie wielkopolskim, w powiecie jarocińskim, w gminie Żerków.
Wieś jest siedzibą sołectwa Żerniki, w którego skład wchodzą również miejscowości Kretków i Rogaszyce.
W latach 1975–1998 miejscowość należała administracyjnie do województwa kaliskiego.